# Bruno Duvergé
Pour les articles homonymes, voir Duvergé.
Bruno Duvergé, est né le 3 avril 1957 à Cambrai (Nord), est un homme politique français.

## Biographie
Il entre ensuite au sein du groupe Hewlett-Packard où il occupe jusqu'en 2007 différents postes à l'international dont ceux de directeur administratif et financier pour l'Europe de 1994 à 1997, de « General Manager-Customer Support » de 2000 à 2002 et de « Worldwide Customer Support Director » de 2003 à 2005 pour l'Amérique du Nord.

## Carrière politique
Elu maire de Hamelincourt et conseiller-général du canton de Croisilles en 2008, il devient en 2014 vice-président de la communauté de communes du Sud-Artois.
En 2014, il est élu conseiller départemental du nouveau canton de Bapaume.
Il est investi en 2017 par le Mouvement démocrate (MoDem), avec le soutien de la République En Marche, aux élections législatives sur la 1re circonscription du Pas-de-Calais et est élu le 18 juin 2017 avec 54,01 % des voix face à Agnès Caudron, candidate du FN.
A l'Assemblée nationale, il siège pour le groupe MoDem et apparentés, à la Commission du développement durable jusqu'en septembre 2019, date à partir de laquelle il siège à la Commission des Finances, de l'Économie générale et du contrôle budgétaire.
Il est l'auteur d'un rapport en 2019 sur les Freins à la transition énergétique issu de la Mission d'information sur ce même sujet et en 2020, dans le cadre de l'examen du Projet de loi de Finances 2020, d'un rapport sur les crédits de la Sécurité (sécurité civile) pour la Commission des Finances.
Lors des élections législatives françaises de 2022, il se représente dans la première circonscription du Pas-de-Calais sous la coalition de la majorité présidentielle Ensemble mais est battu par le candidat du RN Emmanuel Blairy lors du second tour, avec 44,23 %, contre 55,77 pour Emmanuel Blairy, après avoir fini en 2e position lors du premier tour.